# Cloeotis percivali
Cloeotis percivali — є одним з видів кажанів родини гіпосідерові (Hipposideridae).

## Поширення
Країни поширення: Ботсвана, Демократична Республіка Конго, Кенія, Мозамбік, ПАР, Есватіні, Танзанія, Замбія, Зімбабве. Вид проживає від рівня моря до 1000 м над рівнем моря. Проживає в саванових областях, де є достатнє вкриття у вигляді печер і гірських виробок. Харчується виключно молями, і, здається, дуже чутливий до порушень.

## Морфологія
Голова і тіло довжиною 33—50 мм, хвіст довжиною 22—33 мм, передпліччя довжиною 30—36 мм, вага 3.8—5.9 гр. Вуха заокруглені й короткі.